# Pontianak
Pontianak è la capitale della provincia indonesiana della Kalimantan Occidentale. È una città industriale di medie dimensioni situata sulla costa occidentale del Borneo. Occupa una superficie di 107,82 km² nel delta del fiume Kapuas, che con i suoi 1143 km è il fiume più lungo dell'Indonesia. Pontianak ha la particolarità di essere posizionata proprio sulla linea dell'equatore.

## Storia
La città, fondata nel 1772 nei pressi di una vecchia stazione di negoziazione sulla costa del Borneo, era allora la capitale del sultanato indipendente di Pontianak. La città è stata costruita su un terreno paludoso, sottoposto a periodiche inondazioni del fiume, che richiedono edifici costruiti su palafitte per tenerle lontane da terra. Fu poi inglobata dal potente sultanato di Sambas di cui divenne la capitale nel 1802.
Durante l'occupazione giapponese dal 1942 al 1945, più di 21 000 persone a Pontianak (tra cui donne e bambini) sono stati rapiti, torturati e massacrati dalle truppe giapponesi. L'intelligence giapponese credeva che l'etnia cinese stesse progettando di iniziare una ribellione, ed erano preoccupati che la gente in città avesse ricevuto armi e munizioni dal governo cinese.
Dopo la fine della guerra, i giapponesi ufficiali a Pontianak vennero arrestati da truppe alleate e portati davanti ad un tribunale internazionale militare. Durante il processo, è stato svelato che il piano per avviare la ribellione non esisteva, ed era invece solo un piano immaginario creato da funzionari giapponesi che volevano ottenere una promozione.
Il massacro avvenne dal 23 aprile 1943 al 28 giugno 1944 e la maggior parte delle vittime furono sepolte in diversi pozzi nel gigante Mandor (88 km da Pontianak). Forze alleate che hanno occupano la zona dopo la guerra, hanno scoperto diverse migliaia di ossa, e da più di sessant'anni dal massacro, molte sepolture segrete delle vittime sono state trovate a Mandor e nelle aree circostanti.
Un monumento chiamato Makam Juang Mandor è stato innalzato per commemorare questo tragico evento.

## Economia
Pontianak è celebre per i suoi prodotti alimentari e regionali. Le principali industrie sono quelle per la costruzione navale, la produzione di gomma, olio di palma, zucchero, pepe, riso e tabacco. La città è stata in passato uno dei centri principali dell'estrazione dell'oro in Borneo. Pontianak è riconosciuta anche per essere un centro commerciale tra le città d'oltremare e le altre città nella provincia della Kalimantan Occidentale. Essa ha inoltre forti legami commerciali con la città di Kuching, in Malaysia. Attività commerciali sono concentrate lungo il fiume Kapuas, che scorre dall'estremità orientale della Kalimantan Occidentale, fino al mar Cinese meridionale.

## Educazione
Ci sono decine di scuole primarie e scuole superiori gestite sia dallo stato che da istituzioni private e religiose. L'Università degli Studi di Tanjung Pura, un'università statale, è stata fondata a Pontianak nel 1963. In aggiunta a questa, ci sono altre università mantenute da istituzioni private, tra le quali, le più importanti sono: l'Università di Widya Dharma, STMIK (Sekolah tinggi Manajemen Informatika dan Komputer), l'Università di Panca Bhakti, Stato islamico collage (STAIN), POLNEP (Politeknik Negeri Pontianak), e Muhammadiyah University.

## Società

### Evoluzione demografica
Il censimento del 2000 fissa la popolazione di Pontianak a circa 526 600 abitanti. Pontianak è una città multiculturale. Ha una numerosa minoranza di popolazione cinese a fianco della maggioranza di indonesiani nativi. In realtà, i cinesi formano il più grande gruppo etnico singolo della città. La maggior parte dei cinesi sono di estrazione teochew o hakka. Teochew è la principale lingua franca usata tra i cinesi e hakka è il gruppo etnico dominante cinese a Pontianak. I nativi indonesiani sono principalmente malesi e dayak. Maduresi e giavanesi sono inoltre consistenti minoranze.

## Luoghi
A nord della città, a 22 km dal centro cittadino, la linea equatoriale, che divide il nord e il sud del mondo, è segnalata da un monumento.